# 北欧多神教

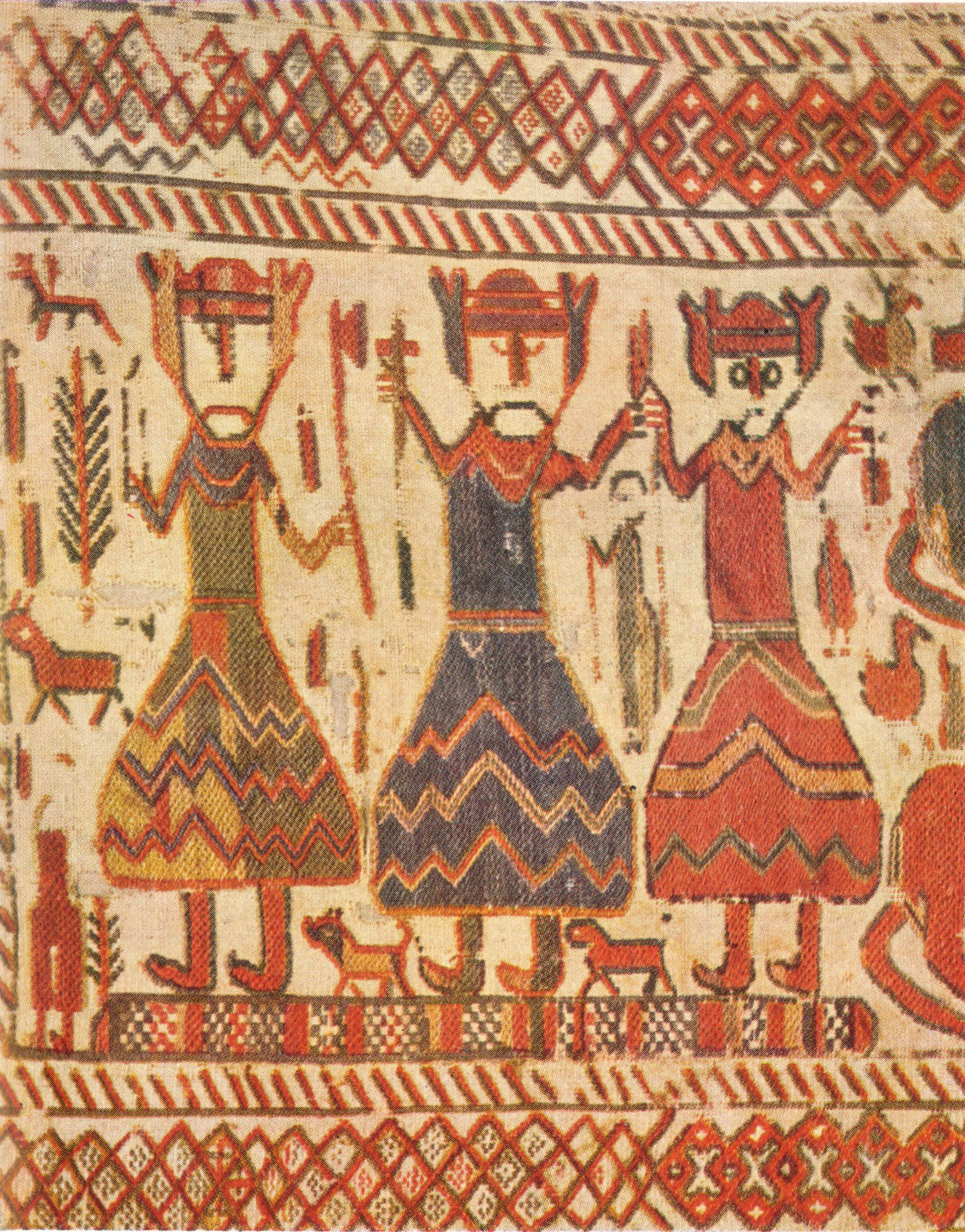
12世纪的森林掛毯上的三個北欧神話神像：奥丁，托尔和芙蕾雅。

北歐多神教，或稱古北歐宗教、古斯堪的纳维亚宗教、古挪威宗教等，是指北歐地區的居民在維京時代直至普遍皈依基督宗教前的宗教傳統和習俗的術語—這一時期從7世紀延續到14世紀。 北歐宗教是一種民間宗教，強調儀式和社會聯繫。它呈現在地傾向並以多種形式出現。這可能是因為沒有規範性文本和教義，也可能是因為宗教之變化是所有宗教的基本特徵。
在維京時代，北歐神話和儀式實踐主要是口頭相傳。 現存資料或多或少是不經計畫而編譯的。 書面資料從中世紀盛期就保存下來了；當代之研究以它們為基礎，並以考古學相關資料作補充。在此基礎上，建立了共同的北歐宗教的重構。這意味北歐宗教是一個概括而普遍的理想意象。
北歐地區在維京時代並不構成一個整體，而是在文化、經濟和政治上與鄰近地區聯繫在一起。 北歐人屬於日耳曼語族群，該族群在鐵器時代具有許多崇拜性信仰特徵。 南日耳曼地區的人口比北日耳曼地區更早皈依基督宗教。 與更古老的日耳曼宗教相比，維京時代宗教的原始資料要廣泛得多，而且這些研究在更大程度上基於北歐地區之資料。

## 概論
古斯堪的纳维亚宗教是多神教，信仰諸多男、女神祇。北歐神話中諸神分為阿萨神族（Æsir）和華納神族（Vanir）兩派，祂們互相對立 ，此消彼長，直到後來勢力均衡。北欧神话和宗教中，世界存在着巨人、矮人、侏儒、地精等生物，他们围绕着人类世界米德加尔特而存在。 
奥丁神和托尔、女武神是最著名的崇拜对象。